# Sidney Richard Coleman
Sidney Richard Coleman, ameriški fizik, * 7. marec 1937, Chicago, Illinois, ZDA, † 18. november 2007, Cambridge, Massachusetts, ZDA.

## Življenje in delo
Coleman je odraščal na skrajnem severnem delu Chicaga. Njegova mati je ovdovela, ko mu je bilo devet let, njegov brat pa je bil star šest mesecev. Leta 1957 je diplomiral na Tehnološkem inštitutu Illinoisa, po njegovih besedah dokaj ceneni šoli. Za študij na Univerzi v Chicagu se ni mogel odločiti, tam pa bi dobil boljšo izobrazbo.
Doktoriral je leta 1962 na Caltechu pod Gell-Mannovim mentorstvom. Istega leta je odšel na Univerzo Harvard, kjer je preživel vso svojo znanstveno pot. V poznih 1970-tih je spoznal svojo ženo Diano s katero se je leta 1982 poročil.
Glashow je o njem za dnevnik The Boston Globe povedal: »Bil je velikan v nekem čudnem smislu, saj splošni ljudski množici ni znan. Ni Stephen Hawking; saj je bil na zunaj dejansko neviden. Vendar je znotraj občestva teoretičnih fizikov vrsta pomembnega boga. Je fizik fizikov.«
Zichichi je leta 1966 povabil Colemana za predavatelja na tedanji na novo ustanovljeni poletni šoli na Mednarodni šoli za podjedrsko fiziko v Ericeju na Siciliji. Kot legendarni osebi na šoli v 1970-tih in zgodnjih 1980-tih so Colemanu leta 1979 dali vzdevek »Najboljši predavatelj« ob petnajstletnici obstoja šole. Njegovo razlago spontanega zloma simetrije v prispodobi možica, ki živi znotraj feromagneta, so večkrat navajali kasnejši popularizatorji. Klasično delo iz fizike delcev Vidiki simetrije (Aspects of Symmetry) iz leta 1985 je zbirka Colemanovih predavanj v Ericeju. Navedek iz njegovega uvoda v knjigo se glasi:
V Erice sem prvič prišel leta 1966, da bi poučeval na četrti letni šoli o podjedrski fiziki, ki jo je organiziral Nino Zichichi. Navdušila me je lepota Ericeja, prevzele so me globoke sledi siciljanske kulture in zgodovine, prestrašilo pa me je železno pravilo s katerim je Nino držal svoje študente in fakulteto pri delovanju. Skratka v Erice sem se potem vrnil še enkrat ali dvakrat. Ta predavanja so trajala štirinajst let, od leta 1966 do 1979. V tem času je bilo odlično biti teoretik za visoke energije, v obdobju slavnega sijajnega uspeha kvantne teorije polja. In kakšen sijajen uspeh je to bil, v starem pomenu besede: veličastna zmagoslavna parada, polna čudovitih stvari, ki sem jih prinesel iz oddaljenih krajev, da bi opazovalec lovil sapo in bi mu zbudil spoštovanje z jokom in radostjo. Upam, da sem nekaj tega spoštovanja in radosti tukaj zajel.
Njegova predavanja na Harvardu so bila prav tako legendarna. Študentje na enem tečaju kvantne teorije polja so izdelali majice z njegovo podobo in zbirko njegovih bolj znanih navedb, med katerimi je na primer: »Ne ve samo bog, vem jaz, in do konca semestra boste vedeli tudi vi.«
Poleg svojega akademskega dela je bil Coleman slaven navdušenec nad znanstveno fantastiko. Bil je eden od ustanoviteljev založniške hiše Advent:Publishers; občasno pa je recenziral žanrske knjige za The Magazine of Fantasy and Science Fiction.

## Dosežki v fiziki
Za njegove najbolj znane dosežke v fiziki veljajo:
- Coleman-Mandulov izrek[12]
- paglavci
- Mermin-Wagnerjev izrek (Colemanov izrek)[13]
- enakost Thirringovega modela in kvantne sinus-Gordonove enačbe[14]
- polklasična analiza usode lažnega vakuuma
- Coleman-Weinbergov potencial
- Q-krogle v mejni tanki steni
- predavanja v Ericeju. Nekatera so navedena v njegovi knjigi Aspects of Symmetry[8] (pregled in poučevanje)

## Priznanja
Leta 2005 je imel Oddelek za fiziko Univerze Harvard »SidneyFest« Arhivirano 2011-07-25 na Wayback Machine., konferenco o kvantni teoriji polja in kvantni kromodinamiki, organizirani njemu v čast.

### Nagrade
Colemanu je leta 1989 Nacionalna akademija znanosti podelila nagrado NAS Award for Scientific Reviewing. Nagrada mu je bila podeljena zaradi njegovih »lahko razumljivih, vpoglednih in vplivnih pregledov o delno ohranljivih tokovih, umeritvenih teorijah, instantonih in magnetnih monopolih, vsebine, ki so temeljne za teoretično fiziko.«
Leta 1990 je skupaj s Faddejevim prejel Diracovo medaljo ICTP. 
V letu 2000 mu je Ameriško fizikalno društvo podelilo Heinemanovo nagrado za matematično fiziko.